# ERC-20
ERC-20 (Ethereum Request for Comments 20) – to standard tokenów w sieci Ethereum, używany jest w inteligentnych kontraktach. Standard ten dyktuje listę zasad i kroków, które inteligentny kontrakt musi przestrzegać aby móc go zaimplementować. Dzięki niemu deweloperzy mają możliwość łatwiejszego oraz zestandaryzowanego tworzenia tokenów działających w sieci Ethereum.

## Historia
Standard ERC-20 został zaproponowany przez Fabiana Vogelstellera w listopadzie 2015 a oficjalnie został rozpoznawany we wrześniu 2017. Stworzenie tego standardu poprzedził koncept do Ethereum Improvement Proposal (EIP). W EIP developerzy opisują nowe funkcje z protokołami i standardami, następnie komitet dokonuje analizy i zatwierdza dane EIP. Końcowa wersja została zatwierdzona w EIP-20, nazwa została przyjęta od tej wersji. Sam ERC (Ethereum request for comment) jest podobny do konceptu Request for comment (RFC) zaproponowanego przez Internet Engineering Task Force (IETF), miał on na celu przekazanie deweloperom i użytkownikom instrukcji oraz wymagań technicznych.

## Popularność ERC-20
ERC-20 jest dominującą ścieżką tworzenia nowych wymienialnych tokenów. Standard ten zyskał duża popularność wśród firm crowdfundingowych dzięki Initial Coin Offering (ICO), dzięki któremu firmy wprowadzające np. nową kryptowalutę lub zdecentralizowaną aplikację mogą pozyskać fundusze od inwestorów. Popularny jest także ERC-721 do tworzenia niewymienialnych tokenów (NFT).
Wiele nowo powstałych projektów kryptowalut, po wprowadzeniu standardu zyskało miliony środków na rozwój właśnie dzięki ICO, najpopularniejszy z nich to EOS, który zebrał ponad 185 milionów dolarów.

## Rodzaje tokenów

### Utility Tokens
Utility tokens (pl. Tokeny użytkowe) to tokeny dzięki którym uzyskujemy dostęp do danej usługi lub produktu oferowanego przez konkretną firmę. Bardzo często można je kupić przez Initial Coin Offering (ICO) w celu wsparcia projektu, a następnie korzystania z jego usług. Cena tokena uzależniona jest w głównej mierze od powodzenia danego projektu.

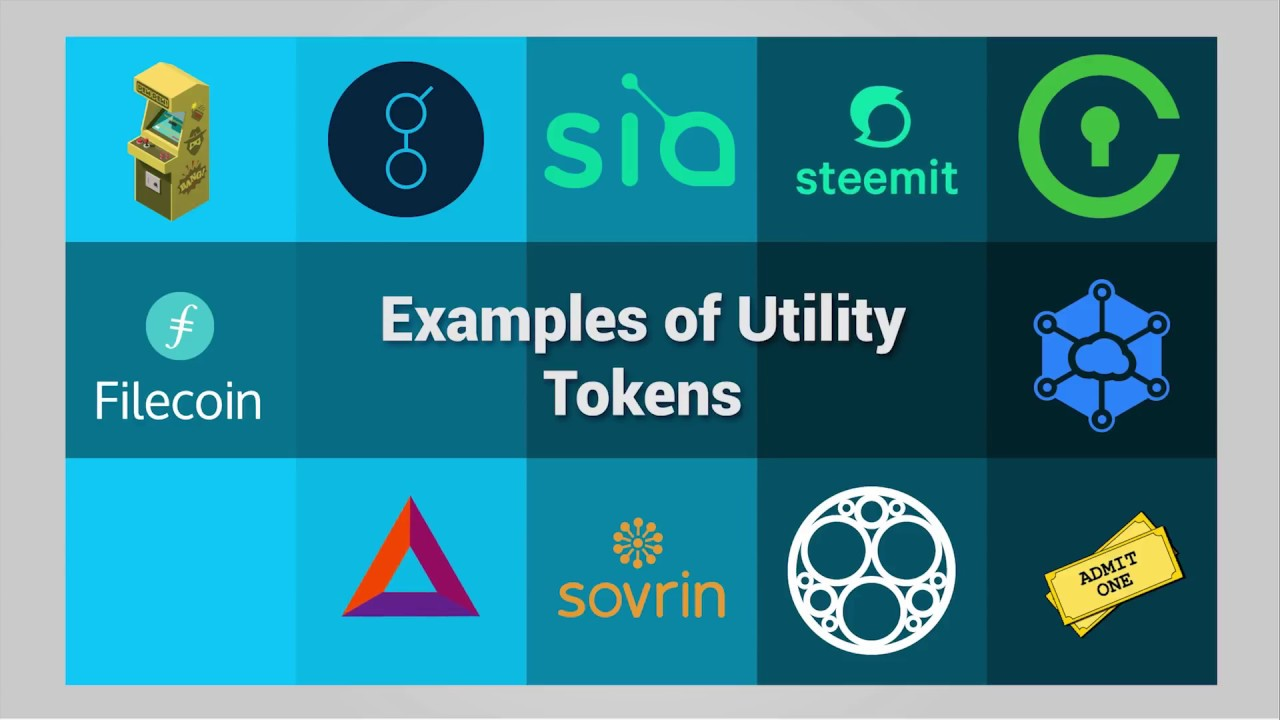
Utility Tokens

#### Przykłady Utility Tokens[14]
- Basic Attention Token (BAT)

- 0x(inne języki) (ZRX)
- Filecoin(inne języki) (FIL)
- Golem (GNT)
- Binance coin (BNB)
- Aurora (AOA)

### Security Token
Posiadanie takiego tokenu odzwierciedla posiadanie akcji, udziałów, obligacji, własności danego aktywa. Tokeny te można traktować jako papiery wartościowe, są w pełni regulowane przez prawo. Zastosowanie tokenu w celu nabycia akcji wśród inwestorów można zaprojektować tak aby zapewniał prawo do głosu i dywidendy.

## Przykłady tokenów ERC-20[16]
- VeChain
- Tron
- Binance Coin(inne języki)
- DigixDAO
- ICON
- RChain(inne języki)
- EOS
- Loopring
- IOStoken

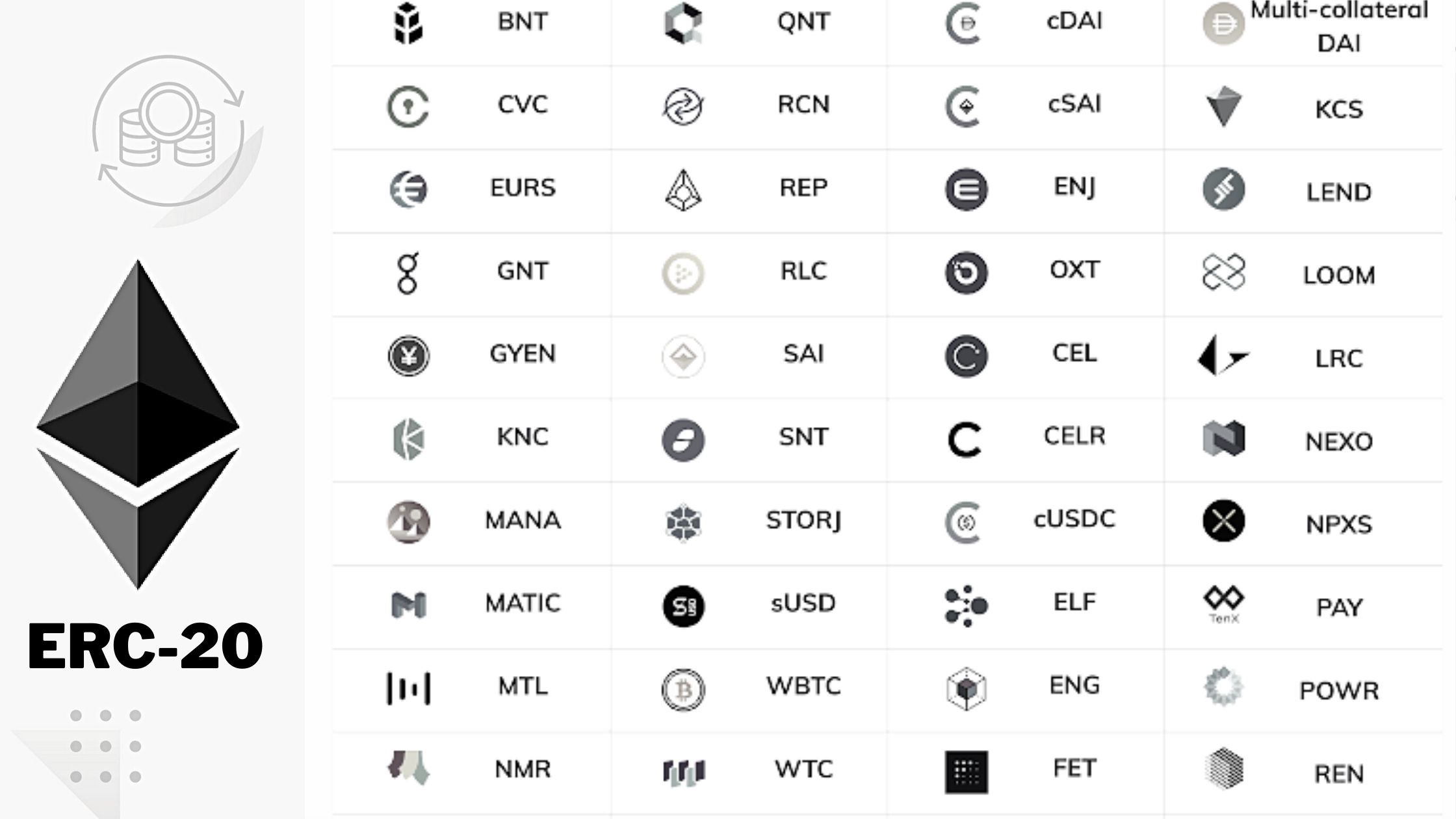
Przykłady tokenów ERC-20

- Basic Attention TokenBasic Attention Token
- Golem
- 0x
- OmiseGO(inne języki)
- Tether(inne języki)
- Chainlink(inne języki)
- Wrapped Bitcoin
- Augur

## Implementacja ERC-20
Aby token był w standardzie ERC-20, jego inteligenty kontrakt musi zawierać poniższe metody i wydarzenia.

### Metody[17]
- Name – Nazwa tokenu
- Symbol – Symbol/Skrót tokenu
- Decimals – Punkty dziesiętne tokenu
- TotalSupply – Całkowita podaż tokenów
- BalanceOf – Informuje o stanie konta użytkownika
- Transfer – Przelewa tokeny na określony adres
- TransferFrom – Przelewa tokeny z określonego adresu
- Approve – Zezwala na wypłatę tokenów z konta
- Allowance – Zwraca tokeny do właściciela konta

```
function
 
name
()
 
public
 
view
 
returns
 
(
string
)

function
 
symbol
()
 
public
 
view
 
returns
 
(
string
)

function
 
decimals
()
 
public
 
view
 
returns
 
(
uint8
)

function
 
totalSupply
()
 
public
 
view
 
returns
 
(
uint256
)

function
 
balanceOf
(
address
 
_owner
)
 
public
 
view
 
returns
 
(
uint256
 
balance
)

function
 
transfer
(
address
 
_to
,
 
uint256
 
_value
)
 
public
 
returns
 
(
bool
 
success
)

function
 
transferFrom
(
address
 
_from
,
 
address
 
_to
,
 
uint256
 
_value
)
 
public
 
returns
 
(
bool
 
success
)

function
 
approve
(
address
 
_spender
,
 
uint256
 
_value
)
 
public
 
returns
 
(
bool
 
success
)

function
 
allowance
(
address
 
_owner
,
 
address
 
_spender
)
 
public
 
view
 
returns
 
(
uint256
 
remaining
)

```

### Wydarzenia[17]
```
event
 
Transfer
(
address
 
indexed
 
_from
,
 
address
 
indexed
 
_to
,
 
uint256
 
_value
)

event
 
Approval
(
address
 
indexed
 
_owner
,
 
address
 
indexed
 
_spender
,
 
uint256
 
_value
)

```

## Inne standardy
Pomimo szerokiego wsparcia dla standardu ERC-20 oraz powstawania nowych tokenów, niektórzy tworzą nowe standardy z racji na myśl o ograniczeniach ERC-20.
Przykładowe standardy oparte na ERC-20:
- ERC-621
- ERC-827
- ERC-223

Dla przykładu, standard ERC223 rozwiązuje problemy takie jak:
- Przypadkowe wysłanie tokenów – Przypadkowe wywołanie funkcji transfer bez transferFrom w ERC-20 spowoduje utratę tokenów w kontrakcie odbiorcy
- Brak obsługi przychodzących transakcji – ERC-20 nie informuje odbiorcy o transakcji która się odbyła. Brak obsługi przychodzących transakcji tokenów oraz zablokowania niewspieranych tokenów
- Optymalizacja komunikacji – W ERC-20 aby wykonać transakcję address-to-contract należy wykonać dwie funkcje, approve oraz transferFrom. W ERC-223 jest to pojedyncza transakcja, która zużywa 2 razy mniej gasu[20]
- Różnica w zachowaniu – Upodobnienie funkcjonowania do transakcji Ethereum, dzięki temu unikamy błędów podczas przesyłania tokenów oraz ułatwiamy pracę deweloperom kontraktów.

## Przykładowa implementacja tokena ERC-20
Każdy może stworzyć swojego tokena w prosty sposób za pomocą platform internetowych z wirtualna maszyną Ethereum (EVM – Ethereum Virtual Machine) takich jak ethfiddle czy remix.ethereum.
Istnieją również biblioteki do bezpiecznej implementacji smart kontraktów takie jak OpenZeppelin.
Do implementacji na powyższych stronach potrzebny jest poniższy kod w języku Solidity, który odpowiada za tworzenie tokenu.
```
pragma solidity
 
^
0.6.0
;

interface
 
IERC20
 
{

    
function
 
totalSupply
()
 
external
 
view
 
returns
 
(
uint256
);

    
function
 
balanceOf
(
address
 
account
)
 
external
 
view
 
returns
 
(
uint256
);

    
function
 
allowance
(
address
 
owner
,
 
address
 
spender
)
 
external
 
view
 
returns
 
(
uint256
);

    
function
 
transfer
(
address
 
recipient
,
 
uint256
 
amount
)
 
external
 
returns
 
(
bool
);

    
function
 
approve
(
address
 
spender
,
 
uint256
 
amount
)
 
external
 
returns
 
(
bool
);

    
function
 
transferFrom
(
address
 
sender
,
 
address
 
recipient
,
 
uint256
 
amount
)
 
external
 
returns
 
(
bool
);

    
event
 
Transfer
(
address
 
indexed
 
from
,
 
address
 
indexed
 
to
,
 
uint256
 
value
);

    
event
 
Approval
(
address
 
indexed
 
owner
,
 
address
 
indexed
 
spender
,
 
uint256
 
value
);

}

contract
 
ERC20Basic
 
is
 
IERC20
 
{

    
string
 
public 
constant
 
name
 
=
 
"ERC20Basic"
;

    
string
 
public 
constant
 
symbol
 
=
 
"ERC"
;

    
uint8
 
public 
constant
 
decimals
 
=
 
18
;

    
event
 
Approval
(
address
 
indexed
 
tokenOwner
,
 
address
 
indexed
 
spender
,
 
uint
 
tokens
);

    
event
 
Transfer
(
address
 
indexed
 
from
,
 
address
 
indexed
 
to
,
 
uint
 
tokens
);

    
mapping
(
address
 
=>
 
uint256
)
 
balances
;

    
mapping
(
address
 
=>
 
mapping
 
(
address
 
=>
 
uint256
))
 
allowed
;

    
uint256
 
totalSupply_
;

    
using
 
SafeMath
 
for
 
uint256
;

   
constructor
(
uint256
 
total
)
 
public
 
{

    
totalSupply_
 
=
 
total
;

    
balances
[
msg.sender
]
 
=
 
totalSupply_
;

    
}

    
function
 
totalSupply
()
 
public
 
override
 
view
 
returns
 
(
uint256
)
 
{

    
return
 
totalSupply_
;

    
}

    
function
 
balanceOf
(
address
 
tokenOwner
)
 
public
 
override
 
view
 
returns
 
(
uint256
)
 
{

        
return
 
balances
[
tokenOwner
];

    
}

    
function
 
transfer
(
address
 
receiver
,
 
uint256
 
numTokens
)
 
public
 
override
 
returns
 
(
bool
)
 
{

        
require
(
numTokens
 
<=
 
balances
[
msg.sender
]);

        
balances
[
msg.sender
]
 
=
 
balances
[
msg.sender
].
sub
(
numTokens
);

        
balances
[
receiver
]
 
=
 
balances
[
receiver
].
add
(
numTokens
);

        
emit
 
Transfer
(
msg.sender
,
 
receiver
,
 
numTokens
);

        
return
 
true
;

    
}

    
function
 
approve
(
address
 
delegate
,
 
uint256
 
numTokens
)
 
public
 
override
 
returns
 
(
bool
)
 
{

        
allowed
[
msg.sender
][
delegate
]
 
=
 
numTokens
;

        
emit
 
Approval
(
msg.sender
,
 
delegate
,
 
numTokens
);

        
return
 
true
;

    
}

    
function
 
allowance
(
address
 
owner
,
 
address
 
delegate
)
 
public
 
override
 
view
 
returns
 
(
uint
)
 
{

        
return
 
allowed
[
owner
][
delegate
];

    
}

    
function
 
transferFrom
(
address
 
owner
,
 
address
 
buyer
,
 
uint256
 
numTokens
)
 
public
 
override
 
returns
 
(
bool
)
 
{

        
require
(
numTokens
 
<=
 
balances
[
owner
]);

        
require
(
numTokens
 
<=
 
allowed
[
owner
][
msg.sender
]);

        
balances
[
owner
]
 
=
 
balances
[
owner
].
sub
(
numTokens
);

        
allowed
[
owner
][
msg.sender
]
 
=
 
allowed
[
owner
][
msg.sender
].
sub
(
numTokens
);

        
balances
[
buyer
]
 
=
 
balances
[
buyer
].
add
(
numTokens
);

        
emit
 
Transfer
(
owner
,
 
buyer
,
 
numTokens
);

        
return
 
true
;

    
}

}

library
 
SafeMath
 
{

    
function
 
sub
(
uint256
 
a
,
 
uint256
 
b
)
 
internal
 
pure
 
returns
 
(
uint256
)
 
{

      
assert
(
b
 
<=
 
a
);

      
return
 
a
 
-
 
b
;

    
}

    
function
 
add
(
uint256
 
a
,
 
uint256
 
b
)
 
internal
 
pure
 
returns
 
(
uint256
)
 
{

      
uint256
 
c
 
=
 
a
 
+
 
b
;

      
assert
(
c
 
>=
 
a
);

      
return
 
c
;

    
}

}

```